# Лоран, Александр Георгиевич
Алекса́ндр Гео́ргиевич Лора́н (фр. Alexandre G. Laurent; 1849 — ок. 1911) — молдавский учёный, изобретатель пены для огнетушителя 

## Биография
Александр Лоран родился в 1849 году в Кишинёве (Бессарабская губерния). Его дед, француз из Лозанны и активист масонского движения, Жан Лоран, с 1811 года работал гувернёром и адъюнктом, с 1817 года он — учитель курса всеобщей истории и французской литературы в Ришельевском лицее в Одессе. Этот лицей окончили и его отец — Георгий Иванович Лоран (1839), и дядя — Николай Иванович Лоран (1836).
После Ришельевской гимназии он окончил в Санкт-Петербурге политехнический институт и продолжил образование в Париже, где изучал химию.
Вернувшись в Россию, Лоран проработал некоторое время учителем в одной из школ Баку, где на тот момент находился центр российской нефтяной промышленности. Став свидетелем мощных и очень трудно поддававшихся тушению пожаров на нефтяных месторождениях, которые произвели на него сильное впечатление, Лоран решил создать жидкое вещество, которое могло бы эффективно справляться со столь серьёзной проблемой. Таким образом он разработал специальную пену для тушения пожара, которая довольно хорошо показала себя в ходе испытаний, которые проводились в 1902—1903 годах.
Пена, названная изобретателем «Лорантина», получалась путём взаимодействия кислотной и щелочной составляющих. В общей сложности было проведено около 20 испытаний пены, в том числе и публичных, в ходе которых в пылающий резервуар с нефтью заливался состав Лорана.
По легенде, идея о пене для тушения пожаров пришла Лорану в голову в трактире, когда он посмотрел на пивную пену, оставшуюся на дне кружки.
В 1906 году Лоран запатентовал своё изобретение и в том же году разработал пенный огнетушитель. Впоследствии в Санкт-Петербурге им была открыта компания «Эврика», которая начала производить и продавать огнетушители под этим брендом (впоследствии «Лорантин»). Огнетушители этой марки демонстрировались на международных выставках и признавались очень эффективным средством тушения как бытовых пожаров, так и возгораний на промышленных объектах.
В 1906—1908 годах Лоран владел фотоателье на улице Большая Зеленина, д. 16, с 1909 года — на улице Колпинской, д. 27.